# Улкер Спортс Арена
Спортивний комплекс Фенербахче Улкер Спортс Арена (тур. Fenerbahçe Ülker Spor ve Etkinlik Salonu) — багатоцільова крита арена, розташована в Аташехірі, Стамбул, Туреччина. Арена належить і експлуатується СК «Фенербахче». Арена вміщує 15 000 людей для концертів і 13 059 для баскетбольних матчів, і на ній проводяться національні й міжнародні спортивні змагання, такі як баскетбол, волейбол, боротьба та важка атлетика, а також концерти та конгреси.

## Структура
Арена займає площу приблизно 55 000 м2 і є однією з найбільших спортивних арен у Стамбулі. На арені також є кафетерії та ресторани швидкого харчування. «Улкер Спортс Арена» має 6 роздягалень, 5 додаткових невеликих роздягалень, 44 зони відпочинку, VIP-зони та зал на 2500 місць, який можна використовувати як для тренувань, так і для спортивних ігор. Разом з зонами відпочинку та VIP-зонами арена може вмістити до 13 800 глядачів під час спортивних заходів.
Арена має найбільше табло в Європі, а також перший баскетбольний музей Туреччини.
Спортивна арена «Улькер» була відкрита 25 січня 2012 року матчем «Фенербахче» проти «EA7 Emporio Armani» на стадії Топ-16 Євроліги сезону 2011–12. Легкий форвард «Фенербахче» Марко Томаш набрав перші очки на арені, зробивши 2-очковий кидок у стрибку, під час гри проти «EA7 Emporio Armani».
Наразі на арені проводять свої домашні матчі баскетбольні команди СК «Фенербахче» — чоловіча та жіноча.

## Концерти та події
2012 рік

- 27 квітня Конкурс «Містер Всесвіт 2012».
- 19 вересня Леонард Коен виступив під час свого світового туру Old Ideas World Tour
- 22 вересня — 14 жовтня, Цирк дю Солей шоу Alegría
- 5 жовтня, «Бостон Селтікс» у рамках турне НБА по Європі
- 16–17 листопада Дженніфер Лопес у рамках світового туру Dance Again Tour

2013 рік

- 23 лютого, шоу WWE RAW World Tour
- 15–17 березня, концерт Майкла Джексона: Всесвітнє в рамках турне «Безсмертний».
- 6 квітня шоу кікбоксингу Glory kickboxing
- 27 квітня, концерт Марка Нопфлера у рамках Privateering Tour
- 3–12 травня We Will Rock You (мюзикл) у рамках We Will Rock You: 10th Anniversary Tour
- 7 вересня, гастролі зірок корейської сцени в рамках World Tour Music Bank
- 5 жовтня, «Оклахома-Сіті Тандер» у рамках турне НБА по Європі

2014 рік

- 3–5 жовтня, жіночий чемпіонат світу з баскетболу: півфінали, матч за 3-те місце і фінал
- 11 жовтня, «Сан-Антоніо Сперс» у рамках турне НБА по Європі
- 16 листопада Демі Ловато в рамках свого Demi World Tour

2015 рік

- 2 січня — 9 квітня Євроліга 2014/2015. Група F
- 14–16 квітня Євроліга 2014/2015. Чвертьфінал
- 8 серпня, League of Legends фінал чемпіонату Туреччини
- 30 грудня Євроліга 2015/2016, матчі Топ-16

2016 рік

- 14 січня — 1 квітня Євроліга 2015/2016, матчі Топ-16
- 12–14 квітня плей-офф Євроліги 2016

2017 рік

- Євробаскет 2017